# 문승욱
문승욱(文勝煜, 1965년 12월 24일~)은 대한민국의 정치인으로, 제5대 산업통상자원부 장관이다.  

## 생애
1989년 행정고시를 합격했다. 참여정부 시절 김경수와 함께 청와대에서 근무했다. 2008년부터 2018년까지 지식경제부 중견기업정책관과 산업통상자원부 산업혁신성장실 실장 등을 역임했다.
박근혜 정부 말이던 2016년 2월 방위사업청 차장으로 임명되었으며, 문재인 정부 출범 이후에도 유임되었다가 2017년 10월 물러났다.
2018년 김경수 경상남도지사에 의해 경상남도 경제부지사로 내정되었다. 2020년 5월 국무조정실 제2차장으로 임명되었다.
2021년 4월 16일 문재인 정부에서 산업통상자원부 장관으로 내정되었다.

## 학력
- 성동고등학교 졸업
- 연세대학교 경제학 학사[2][3][4]
- 서울대학교 대학원 행정학 석사
- 하버드 대학교 대학원 행정학 석사[2][3][4]

## 경력
- 1989년 : 제33회 행정고시 합격
- 2008년 3월 : 지식경제부 기후변화에너지정책관실 에너지기술팀 팀장, 지식경제부 투자정책과 과장
- 2009년 2월 : 지식경제부 산업경제정책과 과장
- 2011년 3월 ~ 2012년 3월 : 방위사업청 한국형헬기개발사업단 민군협력부장
- 2012년 5월 ~ 2012년 12월 : 지식경제부 중견기업정책관
- 2014년 2월 ~ 2016년 2월 : 산업통상자원부 시스템산업정책관
- 2016년 2월 ~ 2017년 10월 : 방위사업청 차장
- 2017년 10월 ~ 2018년 2월 : 산업통상자원부 산업기반실 실장
- 2018년 2월 ~ 2018년 7월 : 산업통상자원부 산업혁신성장실 실장
- 2018년 7월 ~ 2018년 8월 : 경상남도 서부부지사
- 2018년 8월 ~ 2020년 5월 : 경상남도 경제부지사
- 2020년 5월 ~ 2021년 4월 : 국무조정실 제2차장
- 2021년 5월 ~ 2022년 5월 : 산업통상자원부 장관
- 2021년 5월 ~ 2022년 5월: 대통령직속 국가균형발전위원회 당연직위원
- 2021년 5월 ~ 2022년 5월: 대통령직속 국가생명윤리심의위원회 당연직위원
- 2021년 5월 ~ 2022년 5월 : 대통령직속 일자리위원회 당연직위원
- 2021년 5월 ~ 2022년 5월: 녹색성장위원회 당연직위원
- 2021년 5월 ~ 2022년 5월: 대통령 직속 국가지식재산위원회 당연직 위원
- 2021년 5월 ~ 2022년 5월: 2050 탄소중립위원회 당연직 위원
- 2021년 5월 ~ 2022년 5월: 대통령 직속 4차산업혁명위원회 정부위원
- 2022년 9월 ~ : 연세대 경제대학원 특임교수